# Badminton Federatie Armenië
Badminton Federatie Armenië (lokaal: Badminton Federation of Armenia) is de nationale badmintonbond van Armenië.
De huidige president van de Armeense bond is Ashot Aghababyan. Anno 2015 telde de bond 150 leden, die allen lid zijn van 1 badmintonclub. De bond is sinds 1997 aangesloten bij de Europese Bond.